# Le Sommet des Dieux
Le sommet des dieux (em inglês: The Summit of the Gods, no Brasil: Viagem ao Topo da Terra) é um longa-metragem francês coproduzido com Luxemburgo produzido por animação digital de aventura dramática baseado na série de mangá homônimo de Jiro Taniguchi. O filme foi dirigido por Patrick Imbert; foi exibido pela primeira vez no Festival de Cinema de Cannes em julho de 2021, antes de um lançamento completo nos cinemas em setembro de 2021.

## Sinopse
Ao investigar a primeira expedição ao topo do Monte Everest, um fotojornalista acaba se envolvendo no desaparecimento daquele que é respeitado e considerado um renomado alpinista.

## Produção
O filme é adaptado de uma série de mangá homônima, escrita e ilustrada por Jiro Taniguchi, que por sua vez, se baseou em um romance de 1998 de Baku Yumemakura. Em janeiro de 2015, uma adaptação cinematográfica de animação em CG em francês do mangá foi anunciada. Originalmente programado para ser produzido por Julianne Films, Walking The Dog e Mélusine Productions, com direção de Éric Valli e Jean-Christophe Roger. Em junho de 2020, foi anunciado que o filme seria dirigido por Patrick Imbert, com roteiros de Imbert, Magali Pouzol e Jean-Charles Ostorero, e música composta por Amine Bouhafa. Também foi anunciado que o filme seria distribuído pela Diaphana Distribution na França e pela Wild Bunch internacionalmente.

## Lançamento
O filme foi exibido pela primeira vez no Festival de Cannes em 15 de julho de 2021, antes de um lançamento completo nos cinemas franceses a partir de 22 de setembro de 2021. Internacionalmente, a Netflix lançou o filme nos cinemas estadunidenses a partir de 24 de novembro de 2021. e no Reino Unido em 26 de novembro de 2021. O filme foi disponibilizado ao streaming em 30 de novembro de 2021.

## Recepção

### Resposta da Crítica
No portal agregador de críticas, Rotten Tomatoes, o filme possuí 100% de aprovação com base em 35 resenhas com uma classificação média de 8.20/10. No Metacritic, o filme tem uma pontuação média ponderada de 78 de 100 com base em 12 críticos, indicando "críticas geralmente favoráveis"
Carlos Aguilar do TheWrap elogiou o filme pelo enredo e animação. Michael Nordine da Variety também elogiou o enredo e a animação, especificamente por serem realistas. Benjamin Benoit do IGN também elogiou o filme por ser uma ótima adaptação do material original.

### Prêmios e Indicações
| Ano  | Prêmio         | Categoria                    | Indicado(s)            | Resultado | Ref    |
| ---- | -------------- | ---------------------------- | ---------------------- | --------- | ------ |
| 2022 | Lumières Award | Melhor Animação              | The Summit of the Gods | Venceu    | [ 13 ] |
| 2022 | César Awards   | Melhor Animação              | The Summit of the Gods | Venceu    | [ 14 ] |
| 2022 | Annie Awards   | Melhor Animação Independente | The Summit of the Gods | Indicado  | [ 15 ] |

## Ligações Externas
- Le Sommet des Dieux. no IMDb.